# Sheffield (Carolina del Norte)
Sheffield es un área no incorporada ubicada del condado de Davie en el estado estadounidense de Carolina del Norte.

## Historia
Sheffield fue establecido en 1893 por Thomas M. Smith, quien construyó un almacén y abrió una oficina de correos. El Sr. Smith continuó como jefe de correos hasta el 2 de enero de 1907 cuando la oficina de correos se suspendió. Una mercantil fue inaugurada en 1948 por Wade y JT Smith, junto con un mobiliario y tapicería de negocio.